# ريان كروس
ريان كروس (بالإنجليزية: Ryan Cross)‏ هو لاعب دوري الرغبي أسترالي، ولد في 6 أكتوبر 1979 في سيدني في أستراليا.

## وصلات خارجية
- ريان كروس عل موقع إسبنسكروم (الإنجليزية)
- ريان كروس على موقع ItsRugby.co.uk (الإنجليزية)